# Flor de corte

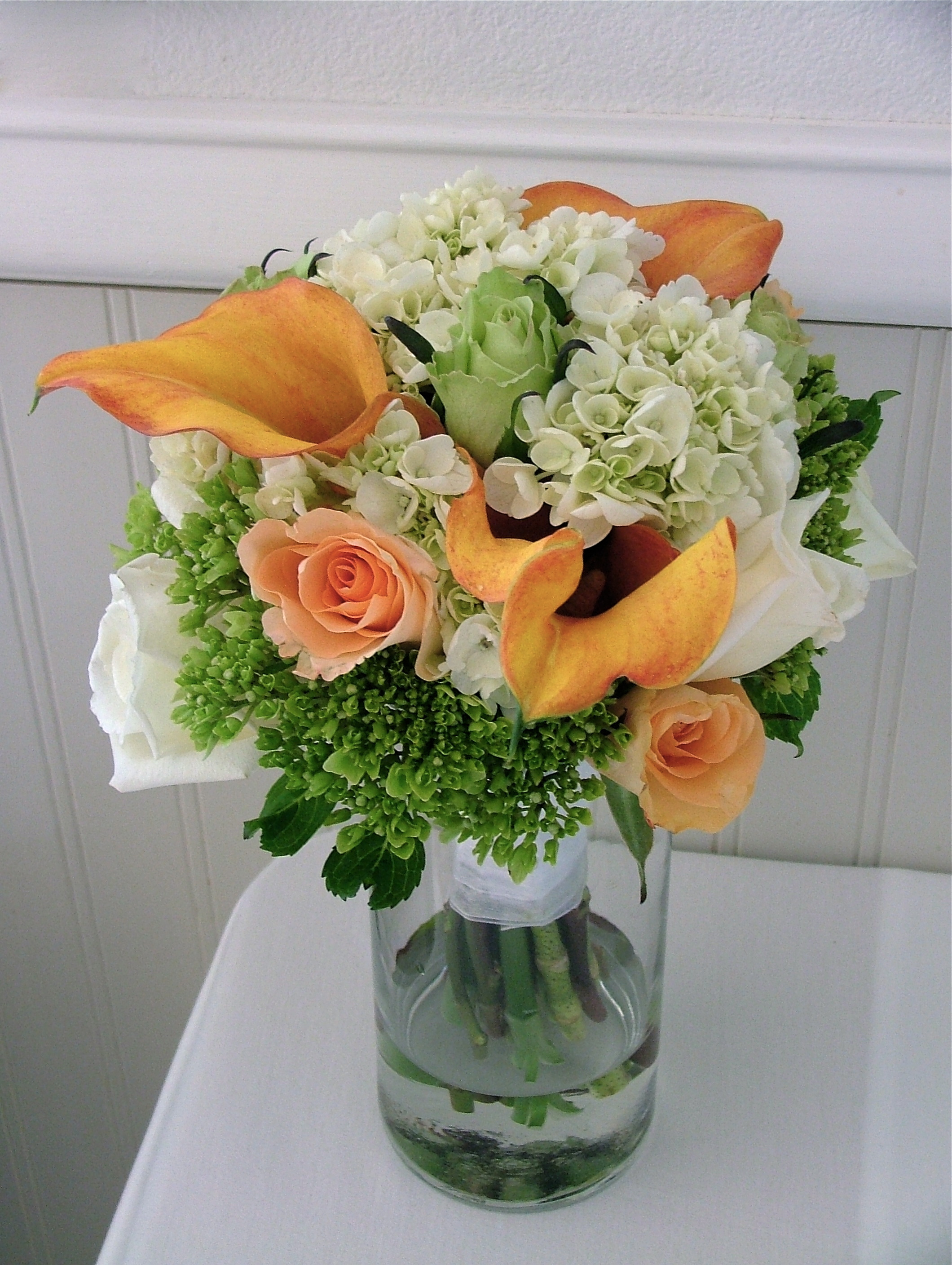
Ramo de flores de corte para uma cerimónia de casamento.

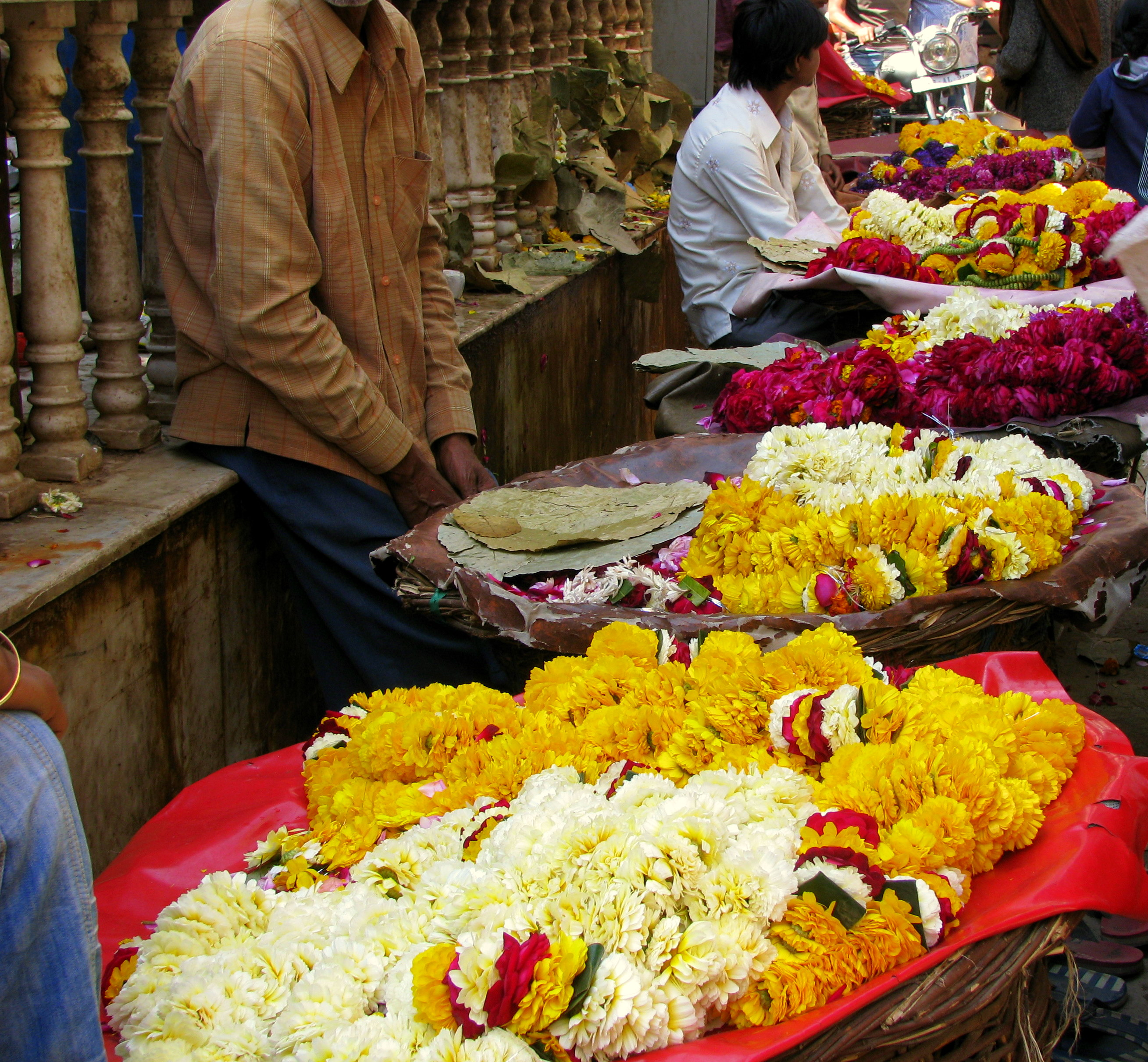
Vendedores de flores frente ao Templo Banke Bihari, Vrindavan, Índia

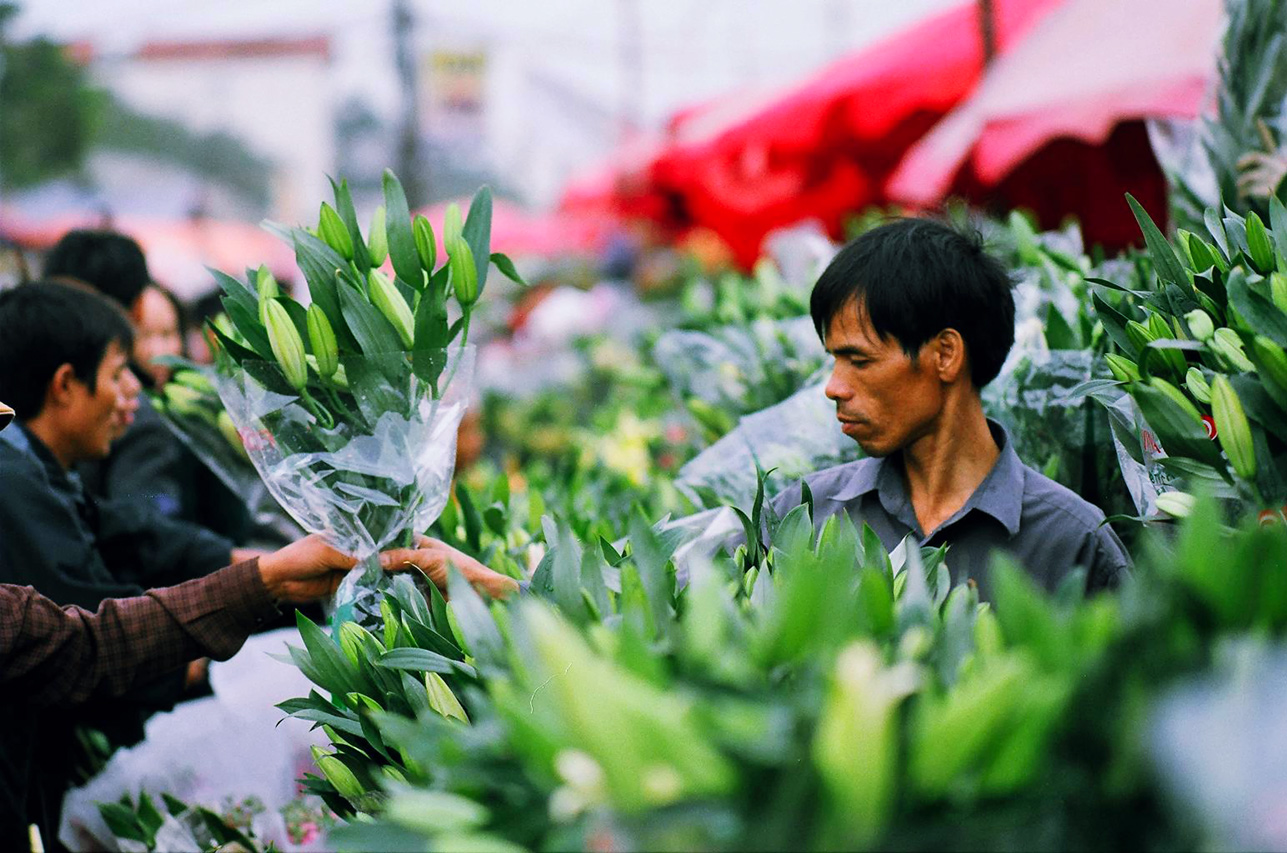
Mercado de flores no Vietname.

Flor de corte é a designação comercial dada às flores, botões florais e outras partes de plantas (por vezes acompanhados por caules e folhas) que são comercializadas cortadas das plantas que os produzem.